# Mặt trận Yêu nước (Zambia)
Mặt trận Yêu nước (Patriotic Front PF) là đảng chính trị cầm quyền ở Zambia, do Michael Sata thành lập như một đảng ly khai của Phong trào Dân chủ Đa đảng vào năm 2001 sau khi Tổng thống Frederick Chiluba đề cử Levy Mwanawasa làm ứng cử viên tổng thống trong cuộc bầu cử năm 2001. Sau mười năm thành lập, mặt trận đã có được quyền lực trong cuộc tổng tuyển cử Zambia năm 2011.

## Lịch sử bầu cử

### Bầu cử tổng thống
| Cuộc bầu cử | Ứng cử viên của đảng | Số phiếu bầu | %      | Kết quả    |
| ----------- | -------------------- | ------------ | ------ | ---------- |
| 2001        | Michael Sata         | 59.172       | 3,40%  | Red X      |
| 2006        | Michael Sata         | 804.748      | 29,37% | Red X      |
| 2008        | Michael Sata         | 683.150      | 38,13% | Red X      |
| 2011        | Michael Sata         | 1.170.966    | 41,98% | Green tick |
| 2015        | Edgar Lungu          | 807.925      | 48,33% | Green tick |
| 2016        | Edgar Lungu          | 1.860.877    | 50,35% | Green tick |

### Bầu cử quốc hội
| Cuộc bầu cử | Số phiếu bầu | %      | Số ghế   | +/– | Hạng |
| ----------- | ------------ | ------ | -------- | --- | ---- |
| 2001        | 49.362       | 2,82%  | 1 / 159  | 1   | 7    |
| 2006        | 622.864      | 22,96% | 43 / 159 | 42  | 2    |
| 2011        | 1.037.108    | 38,42% | 60 / 159 | 17  | 1    |
| 2016        | 1.537.946    | 42,01% | 80 / 156 | 20  | 1    |